# 池田修三
池田 修三（いけだ しゅうぞう、1922年（大正11年）4月30日 - 2004年（平成16年）11月10日）は、秋田県由利郡象潟町（現在のにかほ市象潟）生まれの版画家。

## 人物
開業医の4兄弟の3男として生まれる。ほかに姉がいる。1940年（昭和15年）に秋田県立本荘中学校（現：秋田県立本荘高等学校）を卒業し、42年に東京高等師範学校（現：筑波大学）芸能科に入学する。しかし、学業途中で陸軍工兵学校に入隊。敗戦で東京高等師範を繰り上げ卒業する。
故郷に戻り、秋田県立由利高等学校に美術科教諭として赴任し、1952年（昭和27年）から聖霊高等学校（現：聖霊女子短期大学付属高等学校）に勤務。たまたま秋田を訪れていた画家の近藤良悦夫妻の知遇を得て、55年同校を退職、33歳で上京し版画家としての活動に専念する。翌年、近藤を介して知り合った女性と結婚。
1957年（昭和32年）、日本版画協会展で入賞し同会会友となり、59年には現代版画コンクール展で入賞する。40歳を過ぎた頃からモノクロ版画から多色刷りに移行し、子どもをテーマとしたセンチメンタリズムを感じられるの木版画を作り続けた。しかし、当時の画壇では「題材が甘っちょろい」などと酷評されることが多かった。だが、池田本人は「竹久夢二だって正当な評価は後世がしたわけですから」と語っていたという。
1977年（昭和52年）に日本版画家協会を退会する。1980年代に秋田相互銀行（現：北都銀行）のカレンダーや通帳、NTTや日本生命などの販促品に版画が使われ、知名度が高まった。1985年（昭和60年）4月から87年3月まで象潟町の広報誌『広報さきかた』の表紙に作品を提供。89年には町から功労者として表彰され、94年2月、町役場新庁舎完成記念として、数十点の作品を寄贈した。このほか、1983年（昭和58年）と85年には山形県酒田市で木版展が開かれ、1990年代には北は旭川市、南は松山市まで全国主要都市で個展が開催された。
2004年11月10日、東京で死去。享年82歳。
秋田県が2012年（平成24年）から16年まで各2万部発行し、その8割が県外で読まれていた季刊誌『のんびり』2012年第3号で特集を組まれたことをきっかけに、再評価の機運が進み、作品集の出版などが行われる。

## 作品展示
- 象潟郷土資料館 - 3階常設展示[11]。
- 象潟駅待合室[11]

## 画集・ポストカードブック
- 池田修三 藤本智士『池田修三木版画集 センチメンタルの青い旗』ナナロク社、2013年。ISBN 4904292448。
- 藤本智士『池田修三 絵葉書と豆本 第1集「はじまり」』ナナロク社、2014年。ISBN 4904292499。
- 藤本智士『池田修三 絵葉書と豆本 第2集「いろどり」』ナナロク社、2015年。ISBN 4904292588。